# Partito delle Regioni Lituane
Il Partito delle Regioni Lituane (in lituano: Lietuvos regionų partija, LRP), già Partito Socialdemocratico del Lavoro di Lituania (in lituano: Lietuvos socialdemokratų darbo partija - LSDDP), è un partito politico lituano di orientamento socialdemocratico.
Il partito si affermò per effetto di una scissione dal Partito Socialdemocratico di Lituania che, nel settembre 2017, aveva deciso di porre fine all'alleanza con l'Unione dei Contadini e dei Verdi e di uscire così dalla maggioranza di governo a sostegno di Saulius Skvernelis: in contrasto con tale scelta, nel novembre successivo 10 dei 17 deputati socialdemocratici dettero vita ad un gruppo parlamentare distinto, cui si aggiunsero due esponenti del Partito del Lavoro.
La nuova formazione politica fu ufficialmente lanciata nel marzo 2018; Gediminas Kirkilas, Primo ministro dal 2006 al 2008, ne divenne presidente.
In occasione delle elezioni europee del 2019 il partito ha ricevuto il 2,36% dei voti senza conseguire alcuna rappresentanza, mentre alle parlamentari del 2020 è passato al 3,28% ottenendo 3 seggi.
Nel luglio il partito acquisisce il nome attuale.

## Risultati
| Elezione          | Voti   | %    | Seggi   |
| ----------------- | ------ | ---- | ------- |
| Europee 2019      | 29.674 | 2,36 | 0 / 11  |
| Parlamentari 2020 | 37.197 | 3,28 | 3 / 141 |